# Herwart (Vorname)
Herwart (auch  Herwarth oder Herward) ist ein germanischstämmiger Vorname. Er stammt aus altgermanisch Hüter des Heeres.

## Namensträger
- Herwart Ambrosius (* 1925), deutscher Biowissenschaftler (Tierphysiologie und Immunologie)
- Herwart Fischer (1885–1938), deutscher Rechtsmediziner und Hochschullehrer
- Herwart Grosse (1908–1982), deutscher Schauspieler, Sprecher und Theaterregisseur
- Herwart Kemper (* 1936), deutscher Erziehungswissenschaftler und Hochschullehrer
- Herward Koppenhöfer (* 1946), deutscher Fußballspieler
- Herwart Miessner (1911–2002), deutscher Politiker (DKP-DRP, später FDP)
- Herwart Opitz (1905–1978), deutscher Ingenieur, Professor an der RWTH in Aachen
- Herwarth Röttgen (* 1931), deutscher Kunsthistoriker
- Herwarth von Schade (1926–2009), deutscher Theologe und Kirchenbibliotheksdirektor
- Herwarth Walden (1878–1941), deutscher Schriftsteller